# Garliava
Garliava è una città della Lituania, situata nella contea di Kaunas.